# هنک وردن
هنک وردن (انگلیسی: Hank Worden; ۲۳ ژوئیهٔ ۱۹۰۱ – ۶ دسامبر ۱۹۹۲) یک هنرپیشه اهل ایالات متحده آمریکا بود.
از فیلم‌ها یا برنامه‌های تلویزیونی که وی در آن نقش داشته‌است می‌توان به دلیجان، سربازهای یک چشم، جویندگان، سه پدرخوانده، شجاعت واقعی، فرشته و راهزن، دژ آپاچی، چیزام، رودخانه سرخ، قطار لگام‌گسیخته، دوئل زیر آفتاب، آلامو و سواره‌نظام اشاره کرد.